# Gaienhofen
Gaienhofen – miejscowość i gmina w Niemczech, w kraju związkowym Badenia-Wirtembergia, w rejencji Fryburg, w regionie Hochrhein-Bodensee, w powiecie Konstancja, siedziba związku gmin Höri. Leży nad Jeziorem Bodeńskim (Untersee).
W Hemmenhofen (część Gaienhofen) w latach 1936-1969 mieszkał z rodziną malarz Otto Dix. Jego dom jako filia Kunstmuseum Stuttgart jest udostępniony publiczności od 2013 roku.

## Polityka
W radzie gminy zasiada 14 radnych, 10 jest z FWG natomiast 4 z CDU.

## Współpraca
Miejscowości partnerskie:
- Balatonföldvár, Węgry
- Saint-Georges-de-Didonne, Francja